# Pierre S. du Pont IV.

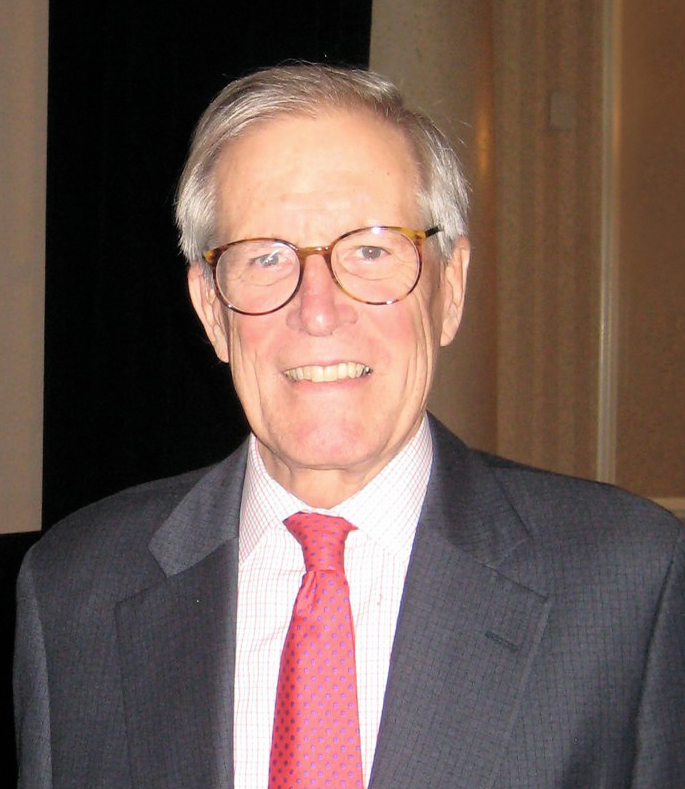
Pierre S. du Pont

Pierre Samuel „Pete“ du Pont IV. (* 22. Januar 1935 in Wilmington, Delaware; † 8. Mai 2021 ebenda) war ein US-amerikanischer Politiker (Republikanische Partei). Er war von 1977 bis 1985 Gouverneur des Bundesstaates Delaware. Außerdem vertrat er zwischen 1971 und 1977 seinen Staat im US-Repräsentantenhaus.

## Frühe Jahre
Du Pont besuchte bis 1952 die Phillips Exeter Academy. Anschließend studierte er bis 1956 an der Princeton University. Mit einem Jurastudium an der Harvard Law School schloss er im Jahr 1963 seine Ausbildung ab. Dazwischen war er von 1957 bis 1960 im aktiven Militärdienst bei der US-Marine. Seit 1964 war er in Wilmington als Rechtsanwalt tätig.

## Politischer Aufstieg in den US-Kongress
Sowohl auf Bundesebene als auch in Delaware war du Pont Mitglied im Finanzausschuss seiner Partei. Zwischen 1968 und 1971 war er Abgeordneter im Repräsentantenhaus von Delaware. Im Jahr 1970 wurde er in das US-Repräsentantenhaus in Washington gewählt. Dort vertrat er nach einigen Wiederwahlen seinen Staat zwischen dem 3. Januar 1971 und dem 3. Januar 1977. Während des Amtsenthebungsverfahrens gegen Präsident Richard Nixon war er einer der letzten Abgeordneten, die Nixon unterstützten.

## Gouverneur von Delaware
Im Jahr 1976 verzichtete du Pont auf eine erneute Kandidatur für den Kongress. Stattdessen wurde er von seiner Partei zum Spitzenkandidaten für die anstehenden Gouverneurswahlen nominiert. Bei den folgenden Wahlen konnte er den demokratischen Amtsinhaber Sherman W. Tribbitt mit 57 % der Wählerstimmen schlagen. Vier Jahre später wurde er gegen William J. Gordy, den Kandidaten der Demokratischen Partei, sogar mit 71 % der Stimmen wieder gewählt. Damit konnte er zwischen dem 18. Januar 1977 und dem 15. Januar 1985 als Gouverneur amtieren.
In seiner Amtszeit gelang es ihm nach anfänglichen Schwierigkeiten, einen Konsens zwischen den Parteien herzustellen und die Staatsverschuldung abzubauen. Die Einkommensteuer wurde gesenkt und künftige Steuererhöhungen wurden nach einer Verfassungsänderung erschwert. Gleichzeitig wurden die Staatsausgaben gekürzt. Gouverneur du Pont setzte sich auch für eine bessere Bildungspolitik ein. Dabei kam es ihm auch darauf an, das Abdriften der Jugendlichen in die Arbeitslosigkeit zu verhindern. Zu diesem Zweck wurde im Jahr 1979 eine Beratungskommission für Jugendliche gegründet, die vielen anderen US-Bundesstaaten und sogar auswärtigen Staaten als Vorbild diente. Gouverneur du Pont gelang es auch, das Kreditkartengeschäft vieler Banken nach Delaware zu ziehen. In der Folge kamen 30 Banken neu nach Delaware, womit 43.000 neue Arbeitsplätze geschaffen wurden.

## Weiterer Lebenslauf
Im Jahr 1988 bewarb sich du Pont in den Vorwahlen seiner Partei um deren Nominierung als Präsidentschaftskandidat. Allerdings hat er dieses Vorhaben nach einigen schlechten Vorwahlergebnissen bald wieder aufgegeben. 1984 war er Vorsitzender der nationalen Erziehungskommission (Education Commission of the States). Zwischen 1985 und 1987 war er Leiter des Hudson Institute und von 1994 bis 1997 leitete er das National Review Institute. Später war er Vorstandsvorsitzender des nationalen Zentrums für politische Analysen (National center for political Analysis) sowie einer der Vorstände einer Anwaltsfirma in Wilmington. Pierre du Pont war mit Elise Ravenel Wood verheiratet, mit der er vier Kinder hatte.